# Generatore (informatica)
In informatica, un generatore è una speciale routine che può essere usata per il controllo del comportamento di un'iterazione in un ciclo.
Un generatore è molto simile a una funzione che restituisce un vettore, nel quale un generatore ha i parametri, che possono essere chiamati, e genera una sequenza di valori.
Invece di costruire un vettore contenente tutti i valori e restituirli in una volta, un generatore fornisce i valori uno alla volta, il che richiede meno memoria e permette così al chiamante di iniziare a elaborare i primi valori immediatamente.
In breve, un generatore assomiglia a una funzione ma si comporta come un iteratore.
I generatori possono essere implementati in costrutti di controllo di flusso più espressivi, come continuazione di oggetti di prima classe (first class object) o come co-funzioni.
I generatori appaiono per la prima volta nel 1975 nel CLU; ora sono disponibili in Python, C#, JavaScript, Ruby e altri linguaggi. In CLU e C#, i generatori vengono chiamati iteratori e in Ruby enumeratori.

## Python
Un esempio di generatore in Python:
```
def
 
countfrom
(
n
):

    
while
 
True
:

        
yield
 
n

        
n
 
+=
 
1

# Esempio: stampare degli interi tra 10 e 20.

# Notare che questa iterazione termina normalmente, 

#malgrado il countfrom() sia scritto come un loop infinito.

for
 
i
 
in
 
countfrom
(
10
):

    
if
 
i
 
<=
 
20
:

        
print
(
i
)

    
else
:

        
break

# Un altro generatore, che produce i primi numeri primi 

#fino a "to" se to>=2, altrimenti indefinitamente a seconda del bisogno.

def
 
primes
(
to
):

    
yield
 
2
  
# 1° numero primo, ed unico ad essere pari

    
n
 
=
 
3

    
p
 
=
 
[]

    
while
 
n
 
<=
 
to
 
or
 
to
 
<
 
2
:

        
sqr_n
 
=
 
int
(
n
**
0.5
)

        
if
 
not
 
any
(
n
%
f
 
==
 
0
 
for
 
f
 
in
 
p
 
if
 
f
 
<=
 
sqr_n
):
 
# funziona in Python 2.5+ o con il pacchetto NumPy che introduce any()

            
yield
 
n

            
p
.
append
(
n
)

        
n
 
+=
 
2
  
# Esamino solo i numeri dispari

    
raise
 
StopIteration

```

## Ruby
Ruby supporta i generatori (a partire dalla versione 1.9) sotto forma di classe Enumerator.
```
# Generatore da un oggetto enumerabile

chars
 
=
 
Enumerator
.
new
(
[
'A'
,
 
'B'
,
 
'C'
,
 
'Z'
]
)

4
.
times
 
{
 
puts
 
chars
.
next
 
}

# Generatore da un blocco

count
 
=
 
Enumerator
.
new
 
do
|
yielder
|

  
i
=
0

  
loop
{
 
yielder
.
yield
 
i
 
+=
 
1
}

end

100
.
times
 
{
 
puts
 
count
.
next
 
}

```